# Xiaoshi (sockenhuvudort i Kina, Jiangsu Sheng, lat 32,10, long 118,78)
Xiaoshi (kinesiska: 小市街道) är en sockenhuvudort i Kina. Den ligger i provinsen Jiangsu, i den östra delen av landet, nära eller i provinshuvudstaden Nanjing. Antalet invånare är 84 544. Befolkningen består av 39 055 kvinnor och 45 489 män. Barn under 15 år utgör 7,0 %, vuxna 15-64 år 81 %, och äldre över 65 år 10,0 %.
Runt Xiaoshi är det mycket tätbefolkat, med 1 956 invånare per kvadratkilometer. Närmaste större samhälle är Nanjing, 4,0 km söder om Xiaoshi. Runt Xiaoshi är det i huvudsak tätbebyggt.
Genomsnittlig årsnederbörd är 1 291 millimeter. Den regnigaste månaden är juli, med i genomsnitt 289 mm nederbörd, och den torraste är december, med 32 mm nederbörd.